# Sullivan Stapleton
Sullivan Stapleton (ur. 14 czerwca 1977 w Melbourne) – australijski aktor telewizyjny i filmowy, model.

## Filmografia

### Filmy fabularne
- 1994: Baby Bath Massacre (Wanienka masakra) jako Adrian
- 1996: River Street jako Chris
- 1998: Amy jako Wayne Lassiter
- 1999: Polowanie na czarownice (Witch-Hunt) jako Craig Thomas
- 2000: Bored Olives jako Dom
- 2000: Green Sails jako Infant
- 2003: Gdy zapada zmrok (Darkness Falls) jako oficer Matt Henry
- 2004: Everything Goes jako Jack
- 2005: Little Oberon jako Martin
- 2007: The Bloody Sweet Hit
- 2007: Grudniowi chłopcy (December Boys) jako „Nieustraszony"
- 2007: Potępiony (The Condemned) jako Brad Wilkins
- 2009: Centre Place jako James Ballintyne
- 2010: Królestwo zwierząt (Animal Kingdom) jako Craig Cody
- 2011: Underbelly Files: Infiltration jako Colin McLaren
- 2011: Łowca (The Hunter) jako Doug
- 2013: Gangster Squad. Pogromcy mafii (Gangster Squad) jako Jack Whalen
- 2014: Kill Me Three Times
- 2014: 300: Początek imperium (Rise of an Empire) jako Temistokles

### Seriale TV
- 1996: Policjanci z Mt. Thomas (Blue Heelers) jako Ian Shannon
- 1997: Good Guys Bad Guys jako Paul Morello
- 1997: Stanowy koroner (State Coroner) jako Darren Pyke
- 1998: Raw FM jako Bucky
- 1998: Sąsiedzi (Neighbours) jako Josh Hughes
- 1998: The Genie from Down Under 2 jako Surfer #2
- 1998: Halifax f.p. jako Hamish
- 1998: Stanowy koroner (State Coroner) jako 'Bullbar' Benson
- 1998: Policjanci z Mt. Thomas (Blue Heelers) jako Anthony Hood
- 1999: Pigs Breakfast
- 1999: Stingers jako Matt Wilmott
- 2000: Something in the Air jako Wayne Taylor
- 2001: Mój brat Jack (My Brother Jack) jako młody Joe
- 2002: MDA jako Ben Quilty
- 2003: Policjanci z Mt. Thomas (Blue Heelers) jako Gethin Fox
- 2003–2005: W pogoni za szczęściem (The Secret Life of Us) jako Justin Davies
- 2006: Córki McLeoda (McLeod's Daughters) jako Drew Cornwell
- 2007–2009: Satysfakcja (Satisfaction) jako Josh
- 2008: Porachunki (Underbelly) jako Pat Barbaro
- 2008: Tajemnice Canal Road (Canal Road) jako Jack Logan
- 2008: Gliniarze z Melbourne (Rush) jako Yuri
- 2009: Carla Cametti PD jako Matt Brodie
- 2009: Morski patrol (Sea Patrol) jako Geoff Kershaw
- 2010: The Odds jako Wade
- 2010: Lowdown jako Oliver Barry
- 2011: Underbelly Files: Infiltration jako Colin McLaren
- 2011–2013: Kontra: Operacja Świt (Strike Back) jako sierżant Damien Scott
- 2015-2020: Blindspot: Mapa zbrodni jako Kurt Weller